# Harriet Lee
Harriet Lee (* 1757 in London; † 1. August 1851 in Clifton, heute Stadt Bristol) war eine britische Schriftstellerin.
Harriet Lee, Tochter des Schauspielers John Lee und jüngere Schwester von Sophia Lee, wuchs in einer künstlerischen Familie auf. 1786 veröffentlichte sie anonym The Errors of Innocence (Die Fehler der Unschuld), einen Briefroman. 1797 vollendete sie einen anderen Roman, Clara Lennox und im selben Jahr eine Sammlung von zwölf Geschichten und Märchen. Zusammen mit ihrer Schwester Sophia veröffentlichte sie die Canterbury Tales (5 Bände, 1797–1805), die zahlreiche Auflagen erlebten. Aus diesen Werk hat die von Harriet stammende Erzählung Kruitzner, or the German's Tale (einzeln 1823) den Stoff zu Lord Byrons Trauerspiel Werner oder Die Erbschaft (Werner, or the inheritance, 1822) geliefert.

## Werke (Auswahl)
- The Errors of Innocence. Dublin, 1786.
- The New Peerage; Or, Our Eyes may deceive us: A Comedy. As it is performed at the Theatre-Royal In Drury-Lane. London: Robinson, 1787
- Herbert, ou adieu richesses, ou les mariages. Edinburgh, 1788. Microfiche-Ausgabe ISBN 3-628-55288-5.
- Canterbury Tales [for the year 1797]. London, 1797. Microfiche-Ausgabe ISBN 3-628-48017-5.
  - Erzählungen aus Canterbury (übersetzt von Friedrich von Oertel). 2 Bände, Beygang, Leipzig 1798 und 1799.
- The Three Strangers. London: Longman, Rees, Orme, Brown, and Green, 1826.